# راديو جمهورية إندونيسيا

راديو جمهورية إندونيسيا، اختصارًا باسم (RRI) ، قانونًا (راديو مؤسسة البث العام لجمهورية إندونيسيا) هي شبكة الإذاعة العامة المملوكة للدولة في إندونيسيا. لديها العديد من القنوات الإذاعية تبث في جميع أنحاء إندونيسيا وخارجها لخدمة جميع المواطنين الإندونيسيين، تأسست في 11 سبتمبر 1945، ويقع مقرها في شارع ميدان ميرديكا بارات في وسط جاكرتا.
من شأن قانون البث الجديد المقترح ( Undang-Undang Penyiaran ) قيد الإعداد حاليًا، وهو دمج راديو جمهورية إندونيسيا (RRI) مع البث العام لتلفزيون إندونيسيا (TVRI)، حيث سيطلق عليه اسم «راديو وتلفزيون إندونيسيا» (RTRI).

## روابط خارجية
- RRI الموقع الرسمي باللغة الإندونيسية